# 東倉吉町
東倉吉町（ひがしくらよしまち）は、鳥取県米子市の町名。郵便番号は683-0815（米子郵便局管区）。2011年6月1日現在の人口は82人、世帯数は42世帯。

## 地理
外堀に沿って四日市町に続き、西倉吉町と共に旧町人街区の中央部を占める。

## 歴史
かつて町の総間数は64間、加茂川右岸を占める柳町通34間、判屋小路20間が町の中程に通じたが、大正末期から町役場前の中央通りとして道路幅が大きく拡張されたため、その面影をみることができなくなった。西倉吉町との境には外堀内の鉄砲五十人町に通ずる鉄砲小路、加茂川向かいの覚証院に通ずる覚証院小路があって、これは現存する。
元禄8年（1695年）には家持38、借家48。明治2年（1869年）の調べでは表竈45、裏竈57、人口359人であった。
町禄は小間物、足袋。履物がまず認められ、やがて太物呉服株が認められた。他国商人の出入が多くなるにしたがって宿屋株も許可された。

### 町名の由来
町名は久米郡倉吉城下からの移住者の居住区に由来するといい、米子では通称“ひがしまち”ともいった。

## 政治

### 各種議員
- 住田善平 - 元鳥取県会議員。元米子町会議員。
- 住田寅次郎 - 元米子町会議員。
- 野坂康久 - 元米子市会議員。

### 区長
町村制第六十八條に依り區を設け各區に區長及區長代理者一名宛を置き、各其の任期を四ヶ年とし區域の大小により區長には一ヶ年最低十圓より最高二十圓迄、區長代理者は一様に年額三圓の報酬を支給した。
当選
- 明治22（1889）年中當選 - 第十五区 廣戸豊七[3]

- 明治26（1893）年中當選 - 東倉区 廣戸豊七[4]

- 明治29（1896）年中當選 - 東倉吉区 市川民三郎[5]

- 明治33（1900）年中當選 - 東倉吉区 野坂茂一郎[6]

- 明治34（1901）年中當選 - 東倉吉区 住田芳太郎[6]

- 明治41（1908）年中當選 - 東倉吉区 進藤清兵衛[7]

- 大正4（1915）年中當選 - 東倉吉区 住田芳太郎[8]

- 大正13（1924）年中當選 - 東倉吉区 伊藤文太郎[9]

市制第八十二條に依り區を劃し區長及區長代理者各一名を置き任期は四ヶ年とし、報酬は區長年額最低四圓最高十五圓、區長代理者は二圓乃至三圓である。
- 昭和2（1927）年中當選 - 東倉吉 伊藤文次郎[11]

- 昭和6（1931）年中當選 - 東倉 伊藤文次郎[12]

- 昭和10（1935）年中當選 - 東倉 伊藤文次郎[13]

## 産業

### 商家
呉服では桔梗屋、末吉屋、住田屋、播磨屋などがあり、幕末に宇尾屋は木綿直入方や判方を命ぜられた。
木屋惣次郎は販売業のかたわら、三度飛脚宿も許可されている。
宿屋は備前屋、吉田屋、越後屋、山城屋、松屋、隠岐屋があり、各地から行商やまた藩の在出役人の宿も引き受けた。明治になって桜井、安島旅館も開業した。
明治元年（1868年）秋の米子大入札講は官許の景気振興市であったが、当町を中心に展開され、入札会所には世良屋市右衛門（酒造業、町年寄）宅が当てられた。
“世良屋世山氏”は米子を代表する酒造家で、幕末には鹿島家、大谷家などと共に町年寄を務めるほどの実力者であった。そのほか、“末吉氏”、“仙田氏（仙台屋）”なども実力ある商人で、町の目代を務め、藩の資金調達にも度々応じた。

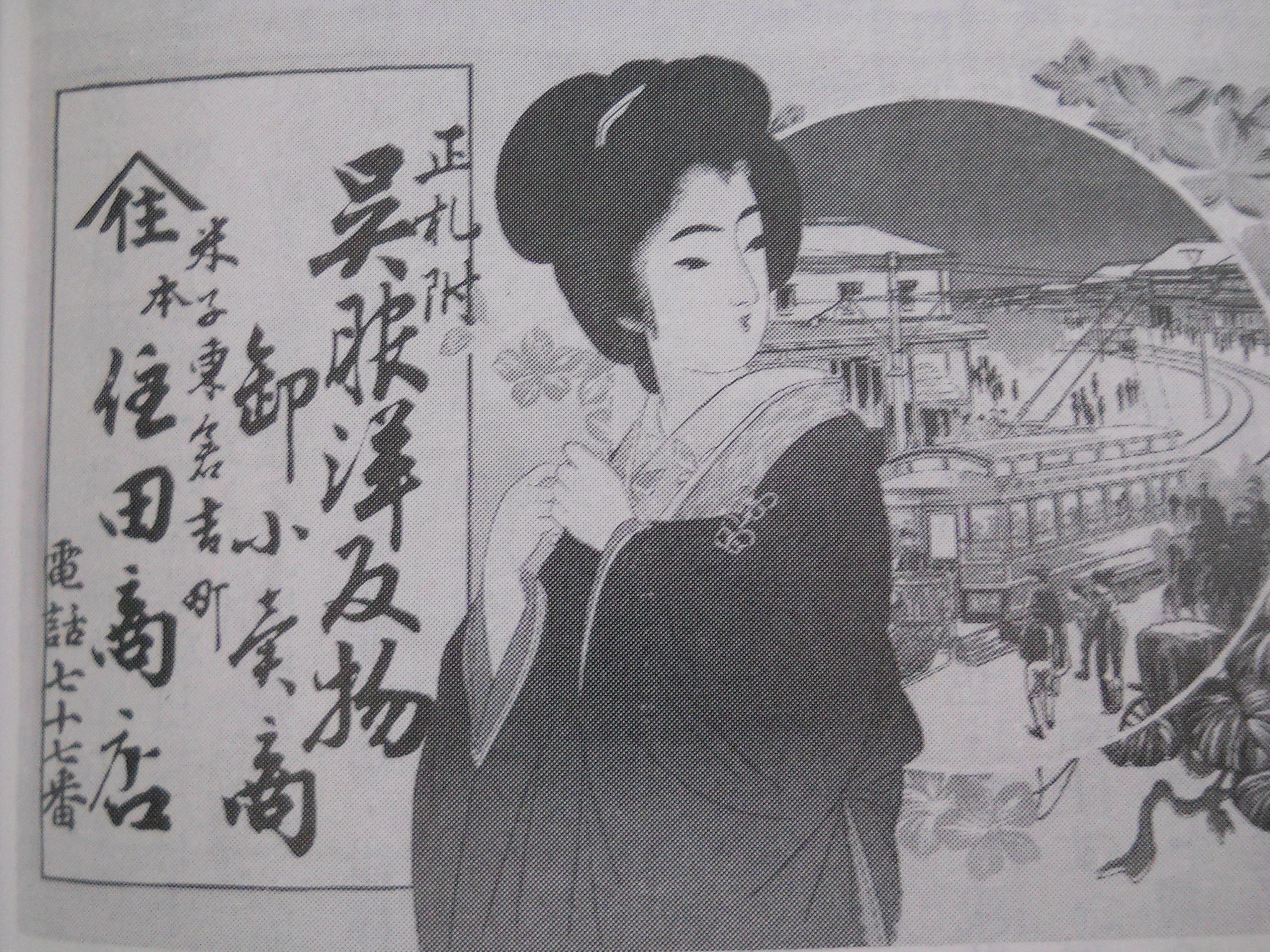
住田呉服店の広告紙面
（明治43年（1910年））

“桔梗屋木村氏”は近世中期から開業、製糸業も兼業していた。次いで住田屋、播磨屋が開業し、いずれも呉服商として昭和に及んだ。明治に入って“志保屋野坂氏”、大正に入って“徳田屋渡辺氏”の開業があった。
“安島氏”は呉服行商もやったが、旅館が本業で後に錦公園前に別館も持った。
“岡本氏”は江戸時代から古着類を扱ったが、後に呉服を扱うようになった。
小間物、雑貨は住田分家の“中住田氏”“角住田氏”や“中田氏”が開業し、足袋製造では伊藤商店、八鹿商店があった。伊藤商店は、地下足袋で名を売った。
和裁紋縫の小田商店、田村耕雲堂、染物の島田商店、田村善市商店、洋服仕立ての宮倉猶之助商店も明治期の有名店であった。
梶谷芳芬堂は、明治10年（1877年）の開業で、梅花油、香油｢美人の母｣、蝋燭、鬢付油、種油などの製造販売。
市川商店は明治中期開業で薬種、絵具、染料を扱い、活版印刷も兼業していた。
進藤山輪堂は染料、薬種、洋酒、医療器械、木下薬店も同じころの開業であるが、同店は後に西倉吉町に移った。
- 明治期当町内でその他の営業者をみると、

鉄砲火薬店の土井商店
木村玉文堂（書籍文具）
大浜商店（学校用品、砥石、ランプ、眼鏡）
寺崎米仙堂（米子饅頭その他、後に西倉吉町に移転）
吉田静與堂（米城団子、白羊かん、町役場前）
出石商店（金銀、宝石、鼈甲細工）
広戸商店（雑穀商）
梶野鉄工所（後に道笑町に移転）
安田商店（機械製造販売など）
宝意商店（畳製造、各国煙草、宇治茶、茶器）
松屋旅館
大本商店（福米村大本酒造の販売所）
山口商店（金物販売、鋸製造）
白井白音堂（和洋菓子製造）
新屋商店（鬢付油、蝋燭、鼈甲櫛笄など）
- 大正中ごろから昭和初めごろにかけては、当町内でも営業内容の変更や新商店の転入もみられた[15]。

食料品関係で吉川商店、斉藤商店の乾物、塩干物、中田商店（牛豚肉）、玉屋食料品店（酒類、缶詰、菓子、パン）。
砂糖関係で持田商店、後藤屋松本商店、鮮魚大森商店（牛豚肉）、蒲鉾の出田商店が開業した。

### 金融機関
- 明治、大正時代金融機関が相次いで開業した[15]。

米子銀行
中国貯蓄銀行
米子信用組合（現米子信用金庫）

## 出身人物・ゆかりある人物

### 実業家・政治家
- 住田善平 - 元米子町長。漫画家水木しげる（本名武良茂）は善平の曾孫にあたる。
- 住田寅次郎 - 元米子町会議員。

### 実業家
- 木村吉兵衛 - 呉服太物商。大地主
- 土井正三郎 - 三井信託銀行社長。生家は鉄砲火薬店の土井商店。

### 居住経験者
- 野坂康久 （実業家、政治家） - 洋食のレストラン“十字屋”経営主。元米子市会議員。米子市長野坂康夫の祖父。

## 史料

### 所得額三千円以上の人々
国税営業税納入者名と対照して検討すべき資料として『郡勢一斑』から見積り所得額（所得税から各税率によって換算した額）三千円以上の人々の名を掲げておく。大正4年（1915年）である。木村吉兵衛（五千九百八十四円、東倉吉町）の名がみえる。
三万四千五百五十九円・尾高町・坂口平兵衛
二万千九百二十八円・博労町・名島嘉吉郎
一万二千五百十四円・道笑町・三好栄次郎
一万二千三百五十三円・県村・高田繁太郎
一万二千二円・法勝寺町・野坂茂三郎
一万百十三円・道笑町・益尾吉太郎
九千九百十九円・大高村・船越弥一郎
八千九百三十九円・富益村・永見億次郎
八千百九十九円・内町・後藤快五郎
七千五百八十二円・春日村・田後与一郎
七千三十二円・角盤町・久山義英
六千九百十七円・福米村・本生芳三郎
五千九百八十四円・東倉吉町・木村吉兵衛
五千四百五十六円・道笑町・益尾徳次郎
五千二百三十八円・糀町・田村源太郎
五千六円・住吉村（旗ヶ崎）・油木茂三郎
四千九百十八円・糀町・近藤なお
四千八百四十一円・四日市町・田口庸三
四千八百十三円・彦名村・高場保蔵
四千六百八十六円・西倉吉町・赤沢康平
四千三百二十六円・道笑町・三好常太郎
四千二百八十九円・西町・渡辺慶太郎
四千二百二十九円・紺屋町・船越作一郎
四千二百円・法勝寺町・高板秀治
三千六百十七円・日野町・杵村善市
三千五百十四円・道笑町・大谷房太郎
三千三百二十五円・糀町・小坂市太郎
三千三百二十五円・成実村・遠武勇蔵
三千二百円・紺屋町・砂田竹太郎
三千百七十六円・内町・中村藤吉
三千七円・車尾村・高田浅蔵　　　

### 大正5年（1916年）の地主層
当時、商工業の有力者は同時に地主でもあった。この年度における米子町の地価1000円以上の地主名を挙げると次の通りである。15000円～20000円の部に東倉吉町木村吉兵衛の名前がみえる。
- 1000円～2000円の部[20]

八幡貞蔵、森尾甚太郎、大塚誠太郎、三好豊吉、渡辺幸四郎、隠岐村初太郎、野坂吉五郎、末好和三、小倉延衛、住田半三郎、今井兼文、富長為太、勝田伝六、久山義英、植田兼蔵
- 2000円～3000円の部[20]

神庭政七、亀尾定右衛門、亀尾伝三郎、藤谷喜三郎、天野芳太郎、井田虎次郎、有本松太郎、渡辺慶太郎、船越正蔵
- 3000円～4000円の部[20]

黒田繁夫、天満徳太郎、田中庄次郎、篠原義一、村上常三、長田吉太郎、小西芳太郎、中村藤吉、門脇孝一、津田宗一郎、広戸藤次郎
- 4000円～5000円の部[20]

砂田竹太郎、坂江まつの
- 5000円～7000円の部[20]

小坂市太郎、森久太郎、野波令蔵、松浦常太郎
- 7000円～10000円の部[20]

大谷房太郎、平野万寿子、石賀善五郎
- 10000円～15000円の部[20]

田村源太郎、近藤なお、益尾徳次郎、杵村喜市、船越作一郎、稲田秀太郎
- 15000円～20000円の部[20]

木村吉兵衛
- 20000円～25000円の部[20]

三好栄次郎、後藤快五郎
- 30000円～35000円の部[20]

野坂茂三郎
- 35000円～45000円の部[20]

益尾吉太郎
- 70000円～100000円の部[20]

名島嘉吉郎
- 100000円以上の部[20]

坂口平兵衛

## 関連
- 鹿島重好
- 米子市
- 米子銀行
- 中国貯蓄銀行
- 住田呉服店 - 漫画家水木しげる（代表作ゲゲゲの鬼太郎）の祖母の実家である。